# 勒氏蓑鮋
勒氏蓑鲉（學名：Pterois russelii）為鮋科蓑鮋屬的其中一種。又稱羅素氏蓑鮋，俗名獅子魚、國公、虎魚。

## 分布
本魚分布於印度洋－西太平洋區，包括東非、波斯灣、印度、越南、菲律賓、印尼、新幾內亞、澳洲北部等海域。

## 特徵
本魚頭部具棘稜和皮瓣，吻狹長稍尖，眼上有短小觸鬚，眼前方之鼻部為凹陷，眶下骨之下部鰭條甚長，延伸超過臀鰭基底，外形如鳥翅，粗長之鰭條鰭膜深刻似鳥羽。體被小圓鱗，體布滿深褐色縱帶，背鰭軟條部分、臀鰭及尾鰭素色無斑點，腹鰭有黃色小點，胸鰭散有小黑點，體長可達20公分。

## 生態
本魚分布在沿岸海域，棲息在岩礁區，夜行性肉食魚類，日間隱於礁岩洞穴，夜間游出，行動遲緩，以甲殼類為主食。鰭棘有劇烈神經毒，有致命危險，須小心。

## 經濟利用
為常見的觀賞魚種。